# جون هور (لاعب كرة قدم)
جون هور (بالإنجليزية: John Hore)‏ هو لاعب كرة قدم بريطاني في مركز الهجوم، ولد في 18 أغسطس 1982 في ليفربول في المملكة المتحدة. لعب مع نادي كارلايل يونايتد ونادي كيترينغ تاون.

## وصلات خارجية
- جون هور (لاعب كرة قدم) على موقع Soccerbase.com (لاعب) (الإنجليزية)